# 阿塞韋多市 (委內瑞拉)

阿塞韋多市（西班牙語：Municipio Acevedo），是委內瑞拉的一個市，位於該國北部米蘭達州，首府設於考卡瓜，面積2,086平方公里，2011年人口88,281，人口密度每平方公里33.69人。